# Hack Kampmann
Pour les articles homonymes, voir Kampmann.
Hack Kampmann, né le 6 septembre 1856 à Ebeltoft et mort le 27 juin 1920 à Frederiksberg, est un architecte et professeur d'architecture danois.

## Biographie
Hack Kampmann était un architecte à la fois de l'Art nouveau et de l'architecture néo-classique. Il entra comme élève à l'Académie royale des beaux-arts du Danemark en 1873 et fut diplômé en 1882 après de nombreux séjours d'études à l'étranger, notamment en France à École nationale supérieure des beaux-arts à Paris, sous la direction du professeur Jacques Hermant. Il devint par la suite professeur à l'Académie royale des beaux-arts du Danemark.

## Œuvres architecturales de Hack Kampmann

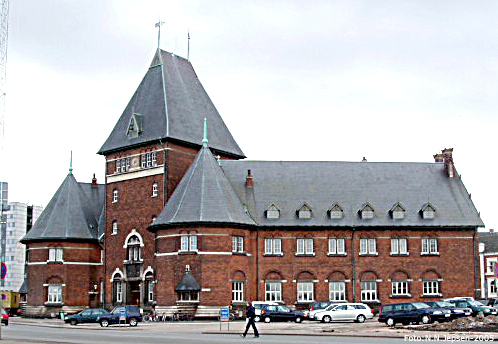
Bâtiment des douanes d'Aarhus (en) (1895-1898).
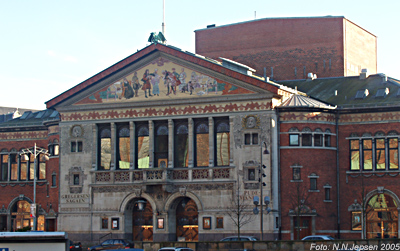
Aarhus Teater à Aarhus (1898-1900).
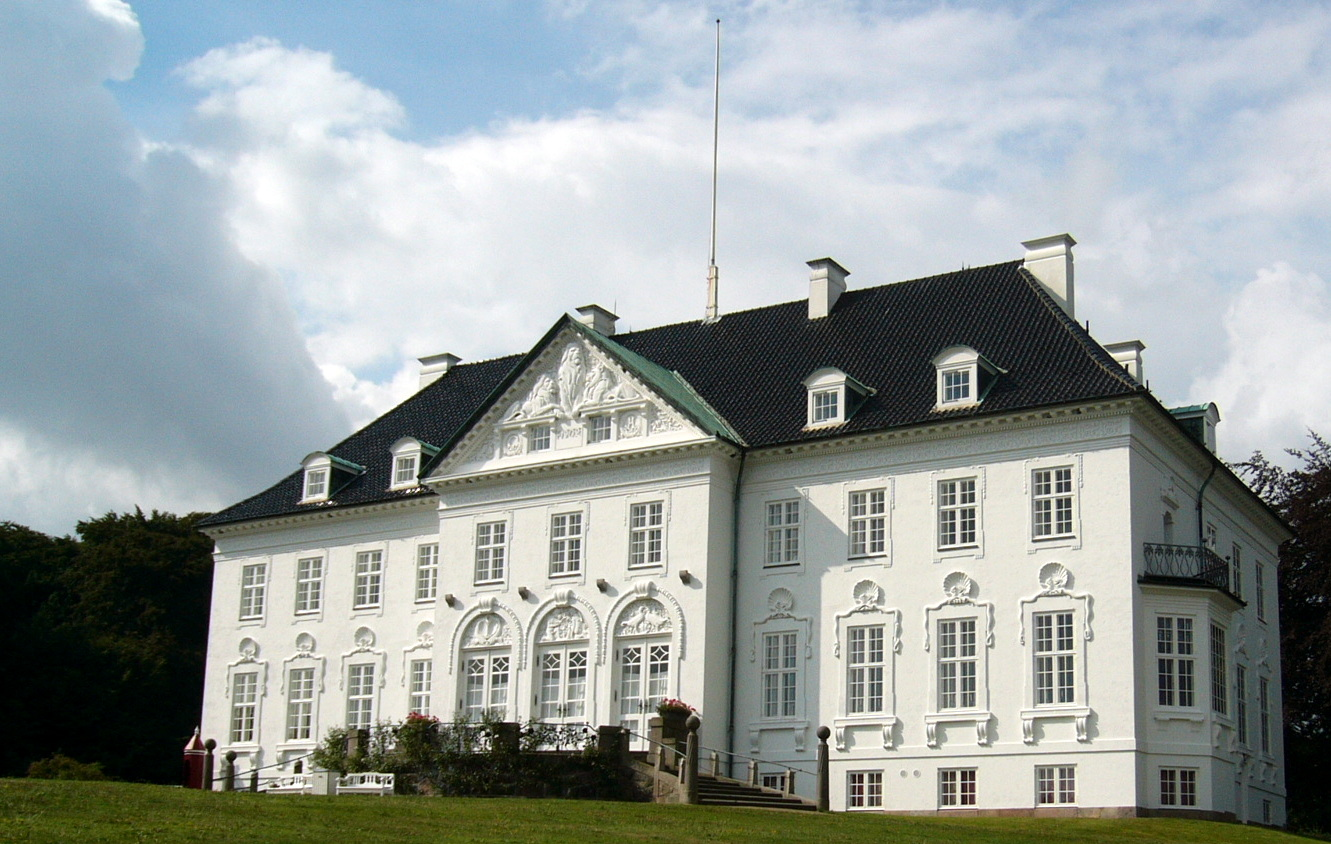
Palais de Marselisborg (1899-1902).
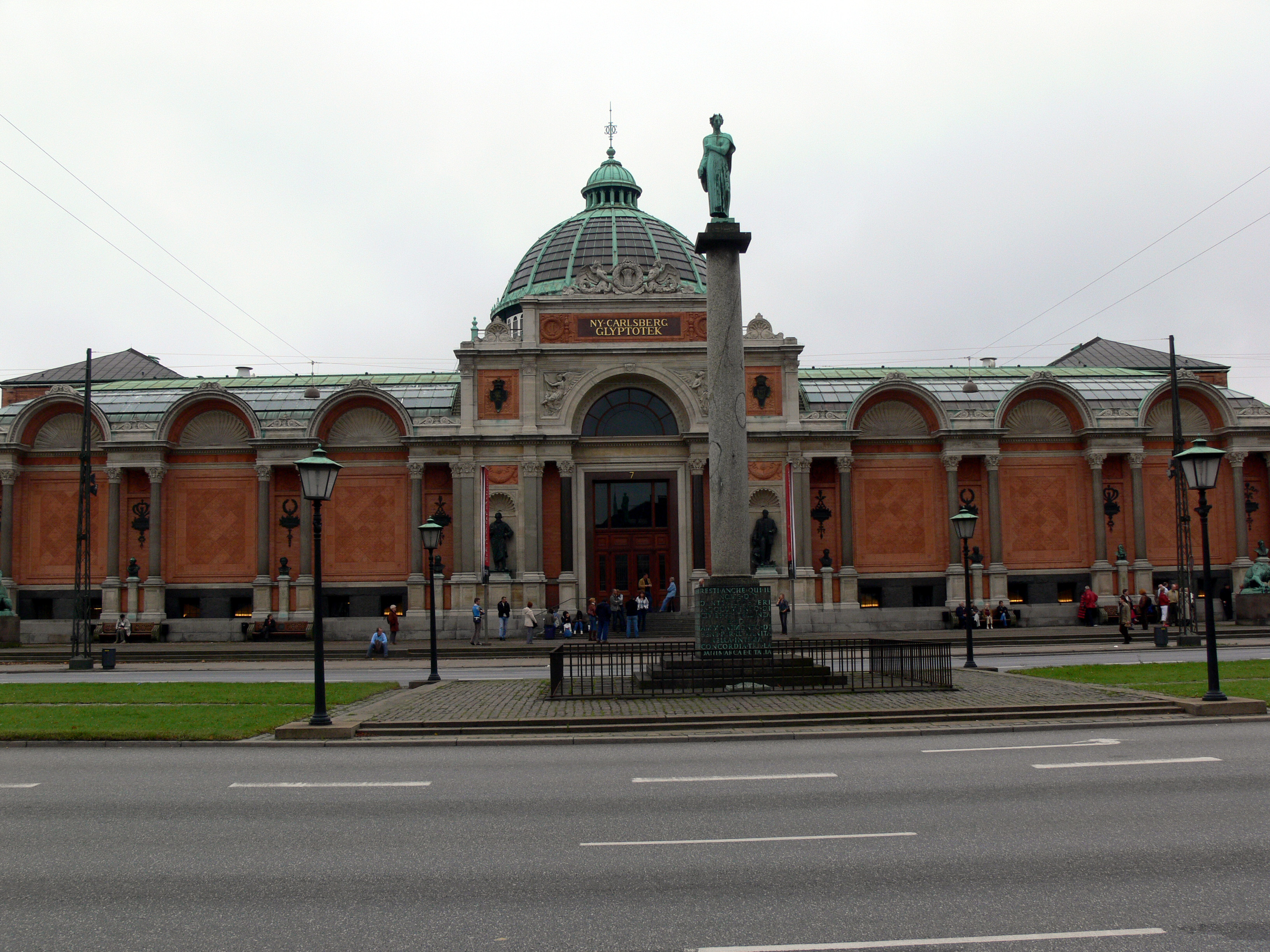
Glyptothèque de Copenhague (1906).
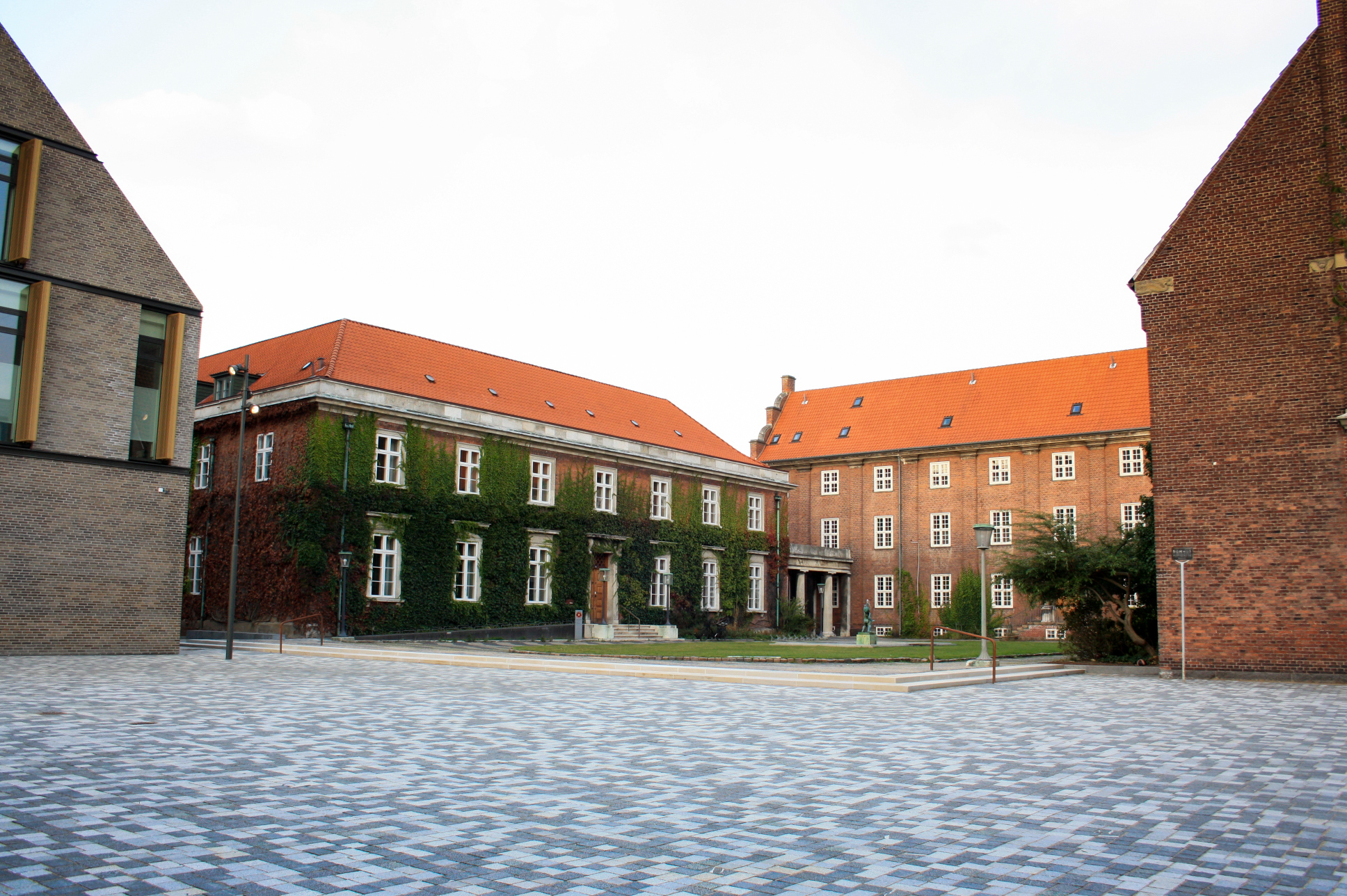
Palais de justice de Frederiksberg (en) (1919-1921).
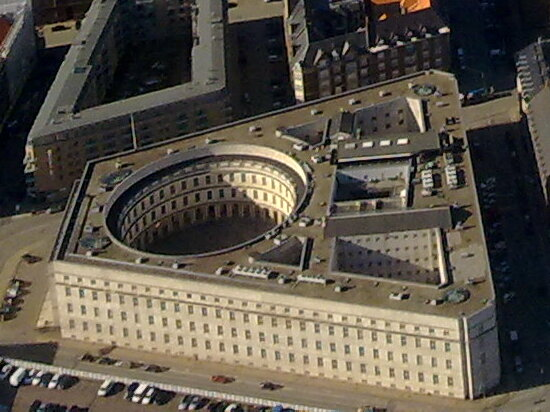
Quartier général de la police de Copenhague (da) (1918-1924).